# Tempel van Diana (Rome)
De Tempel van Diana (Latijn:Aedes Dianae), ook bekend als de Tempel van Diana Aventina, was een tempel ter ere van de godin Diana in het oude Rome.

## Geschiedenis
Volgens de overlevering werd de tempel gebouwd door de zesde Romeinse koning Servius Tullius en werd betaald door een verbond van Latijnse steden. Diana gold als de beschermheilige van deze bond. De tempel had het recht van asylum en veel weggelopen slaven vluchtten hiernaartoe.
De tempel werd in 36 v.Chr. herbouwd door Lucius Cornificius en stond daarna ook bekend als de Tempel van Diana Cornificiana.

## Het gebouw
De Tempel van Diana stond op het hoogste punt van de Aventijn. Het grondplan is bekend, doordat de tempel staat afgebeeld op een bewaard gebleven fragment van de Forma Urbis Romae, een marmeren stadskaart uit het begin van de 3e eeuw. Het was een grote peripteros tempel met een porticus in octostyl. De tempel was omgeven door een grote porticus met een dubbele zuilengalerij.
In de 4e eeuw bestond de tempel nog. De verdere geschiedenis van het heiligdom is onbekend. Een van de muren van de cella is bewaard gebleven en is tegenwoordig ingebouwd in een van de eetzalen van het restaurant Apuleius, aan de Via del Tempio di Diana.

## Overige tempels van Diana in Rome
- De Tempel van Diana aan de Vicus Patricius op de Esquilijn. Deze tempel was verboden voor mannen, maar verder is er niets van dit heiligdom bekend.
- De Tempel van Diana op het Marsveld. Deze tempel werd gebouwd door Marcus Aemilius Lepidus en werd in 179 v.Chr. ingewijd. De tempel stond bij het Circus Flaminius, maar de exacte locatie is onbekend.

## Referentie
- L. Richardson, jr, A New Topographical Dictionary of Ancient Rome, Baltimore - London 1992. pp. 108-109
- Dit artikel of een eerdere versie ervan is een (gedeeltelijke) vertaling van het artikel Tempio di Diana (Roma) op de Italiaanstalige Wikipedia, dat onder de licentie Creative Commons Naamsvermelding/Gelijk delen valt. Zie de bewerkingsgeschiedenis aldaar.